# Linea di successione al trono di Svezia

Lo stemma della monarchia svedese

La linea di successione al trono di Svezia (Svenska tronföljden) segue attualmente il criterio della primogenitura eguale, il che significa che il trono spetta al figlio primogenito, indipendentemente dal sesso.
Fino al 1980, invece, era in vigore la legge salica, che escludeva le femmine dalla successione al trono. Nel 1980 il leader socialista Olof Palme abolì la legge salica, introducendo la primogenitura eguale.
La modifica di Palme fu retroattiva, sollevando non poche polemiche per aver spostato Carlo Filippo, secondogenito del re Carlo XVI Gustavo e principe ereditario, al secondo posto nella linea di successione dopo sua sorella Vittoria, primogenita, privandolo così dei suoi diritti di successione già acquisiti.

## Linea di successione
Attualmente la linea di successione al trono di Svezia è la seguente:
- Sua maestà re Carlo XVI Gustavo di Svezia, nato nel 1946, attuale sovrano di Svezia
  - 1. Sua altezza reale la principessa ereditaria Vittoria, duchessa di Västergötland, nata nel 1977, prima figlia del re Carlo XVI Gustavo[3]
    - 2. Sua altezza reale la principessa Estelle, duchessa di Östergötland, nata nel 2012, figlia della principessa Vittoria[5]
    - 3. Sua altezza reale il principe Oscar, duca di Skåne, nato nel 2016, figlio della principessa Vittoria[6]

  - 4. Sua altezza reale il principe Carlo Filippo, duca di Värmland, nato nel 1979, secondogenito del re Carlo XVI Gustavo[4]
    - 5. principe Alexander, duca di Södermanland, nato nel 2016, figlio del principe Carlo Filippo[7]
    - 6. principe Gabriel, duca di Dalarna, nato nel 2017, figlio del principe Carlo Filippo[8]
    - 7. principe Julian, duca di Halland, nato nel 2021, figlio del principe Carlo Filippo
    - 8. principessa Ines, duchessa di Västerbotten, nata nel 2025, figlia del principe Carlo Filippo

  - 9. Sua altezza reale la principessa Maddalena, duchessa di Hälsingland e di Gästrikland, nata nel 1982, figlia minore del re Carlo XVI Gustavo[9]
    - 10. principessa Leonore, duchessa di Gotland, nata nel 2014, figlia della principessa Maddalena[10]
    - 11. principe Nicolas, duca di Ångermanland, nato nel 2015, figlio della principessa Maddalena[11]
    - 12. principessa Adrienne, duchessa di Blekinge, nata nel 2018, figlia della principessa Maddalena[12]

Legenda:
- : simbolo di un sovrano passato.
- : simbolo del sovrano regnante.